# Dark Christmas
Dark Christmas es el noveno álbum de estudio lanzado por la soprano finlandesa Tarja Turunen, así como su tercer álbum navideño. Fue publicado el 10 de noviembre de 2023 por earMUSIC. Arreglado y orquestado por Tarja y sus colaboradores frecuentes Tim Palmer y Jim Dooley, es la secuela de su álbum From Spirits and Ghosts (Score for a Dark Christmas) de 2017.

## Trasfondo y producción
El álbum sigue la premisa de From Spirits and Ghosts (Score for a Dark Christmas), creado específicamente para aquellos que han perdido la alegría de la Navidad, así como para aquellos que desean abrazar al espíritu navideño mientras exploran un lado más misterioso de esta fecha. La combinación de la voz soprano, arreglos orquestales y un coro de niños crea una atmósfera hermosa y espeluznante. Turunen declaró al respecto: “Fue fascinante sumergirme en este nuevo mundo. Notarán que estas canciones de Navidad, con nuestros arreglos espeluznantes, suenan como nunca antes. Fue un placer hacer equipo, una vez más, con Jim Dooley y Tim Palmer. Espero que les guste nuestra versión de una Navidad con espíritu oscuro”. 
Al igual que su predecesor de 2017, Dark Christmas incluye 11 clásicos navideños y una canción original, que en este caso, es la canción que da nombre al álbum, y fue compuesta íntegramente por Turunen. La canción fue inspirada por las propias experiencias de Turunen viviendo la Navidad en Finlandia, donde es la época más oscura del año y la gente siente soledad y depresión. Turunen recordó ser joven y desear salir de ahí pero sin ser capaz de dar el primer paso en aquel momento, así como el fallecimiento de su madre, y lo volcó en la canción.
El álbum fue especialmente mezclado con la tecnología de sonido envolvente Dolby Atmos, y cuenta con más bases electrónicas que sus predecesores. Turunen grabó su voz en el estudio Stardust III en Marbella, España; a diferencia de los dos primeros álbumes navideños, que fueron grabados en verano, Dark Christmas fue grabado durante el invierno de 2023. 
Este proyecto cuenta con un coro de niños compuesto por la propia hija de Turunen y Marcelo Cabuli, Naomi, y sus amigas del colegio; Naomi también tocó la batería en «All I Want For Christmas Is You». Turunen no deseaba un coro profesional para lograr la atmósfera que tenía en mente. También dejó que las niñas la ayudaran a seleccionar las canciones para el álbum; es por eso que no son necesariamente los villancicos favoritos de Turunen, pero fueron grabados con la intención de hacer sentir bien a la gente, a la vez manteniendo su propio estilo oscuro. 

## Promoción

### Sencillos y material visual
Turunen dio los primeros indicios del álbum en Instagram el 23 de octubre de 2023, y una semana más tarde lo anunció oficialmente en todas sus redes sociales. El primer sencillo, «Frosty The Snowman», fue publicado el 31 de octubre de 2023. Fue seguido por «Jingle Bells» cuatro días después. El álbum fue presentado por Dolby Atmos en varios cines alrededor del mundo, y contó con videoclips para cada canción, dirigidos por Dariusz Szermanowicz y filmados en Polonia. Todas las fotografías promocionales fueron producidas por Tim Tronckoe, y publicadas en un libro fotográfico de 50 páginas.  La estética del álbum es similar a la de su predecesor, pero incluyendo visuales con auroras boreales y catedrales de fondo.

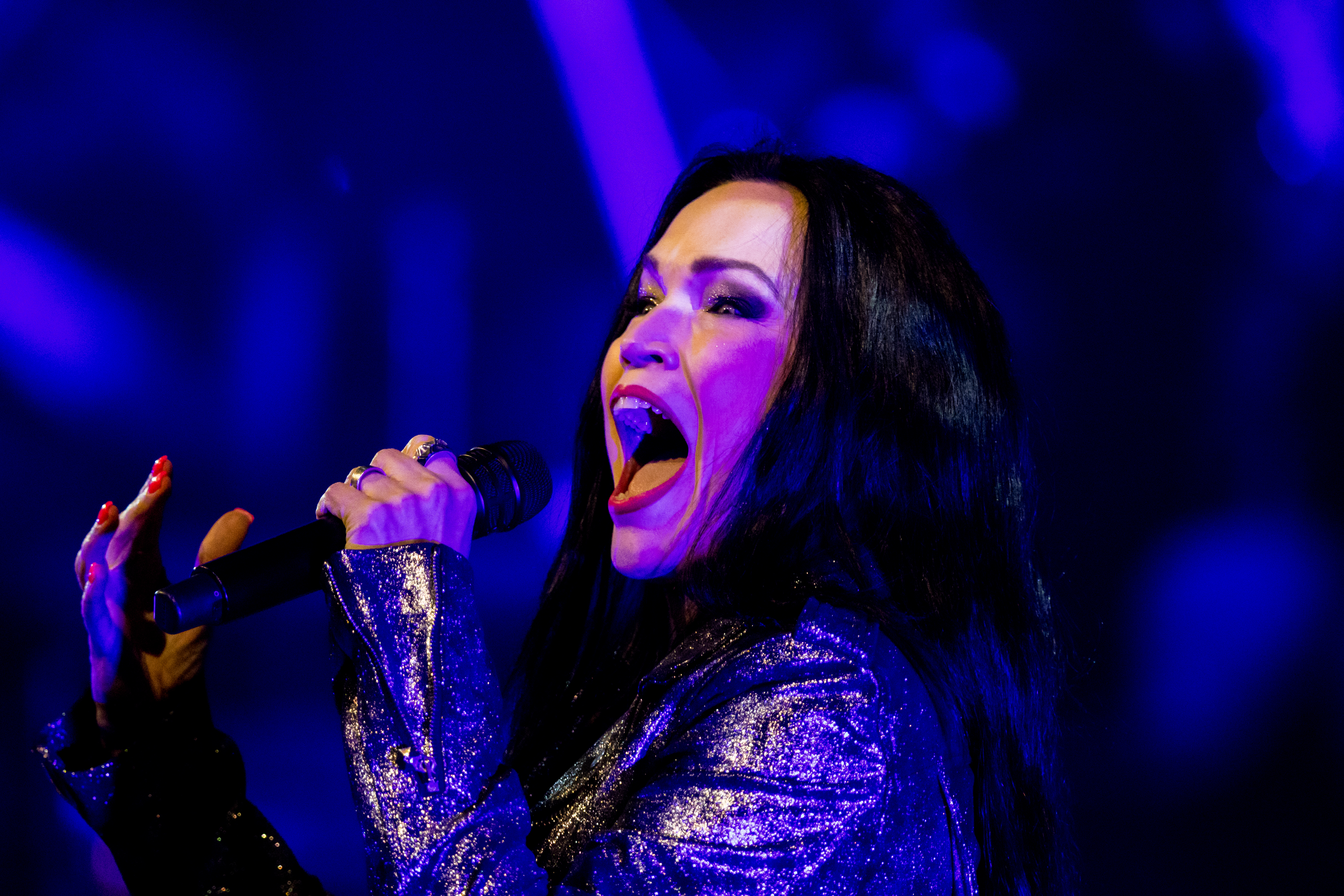
Turunen en el festival Rock Meets Classic, 2024

El tercer sencillo fue el clásico «All I Want For Christmas Is You» de Mariah Carey; incluyó como lados B a «Last Christmas» y «O Christmas Tree», la versión en inglés de «O Tannenbaum» de su anterior álbum navideño. 

### Presentaciones en directo
Años antes de grabar el álbum, Turunen había cantado algunas de los covers como «O Holy Night» o «White Christmas» en sus propios conciertos navideños. A diferencia de «Together» (2017), Turunen aún no ha tocado la canción original «Dark Christmas» en sus conciertos de rock.
En diciembre de 2023, Turunen se embarcó en una breve gira europea para promocionar el álbum, ofreciendo conciertos en Finlandia, Alemania, República Checa, Rumania y Bulgaria.    La gira recibió reseñas positivas y fue atendida por tanto fans de los clásicos navideños como la audiencia metalera de Turunen. El repertorio incluyó todas las canciones del álbum, así como múltiples canciones de sus otros álbumes navideños (Henkäys Ikuisuudesta y From Spirits And Ghosts), y también su recordada versión de «Walking In The Air» (originalmente de Howard Blake, grabada por Turunen con Nightwish en Oceanborn en 1998).    Turunen repitió la gira en diciembre de 2024. 

## Recepción
Si bien la naturaleza navideña del álbum limitó su impacto fuera de las fiestas, el álbum recibió críticas mayormente positivas. La revista Kaaoszine le otorgó 4.5 estrellas de 5, mientras que Metal Rules dio un rating algo más bajo, de 3.5 estrellas de 5. Albert Perera, de Metal Hammer, concluyó su crítica declarando que el álbum es un "curioso experimento que si estás cansado de este tipo de canciones quizá haga que te reconcilies con ellas ligeramente, al menos para aguantarlas durante el período navideño."

## Lista de canciones
| Dark Christmas track listing |                                   |                                          |          |  |
| N.º                          | Título                            | Escritor(es)                             | Duración |  |
| 1.                           | «The First Noel»                  | Tradicional                              | 3:18     |  |
| 2.                           | «Frosty the Snowman»              | E. "Jack" Rollins – Steve Nelson         | 3:07     |  |
| 3.                           | «O Holy Night»                    | Adolphe Adam                             | 4:29     |  |
| 4.                           | «Dark Christmas»                  | Tarja Turunen                            | 4:35     |  |
| 5.                           | «Jingle Bell Rock»                | Joseph Carleton Beal – James Ross Boothe | 3:52     |  |
| 6.                           | «White Christmas»                 | Irving Berlin                            | 3:43     |  |
| 7.                           | «All I Want for Christmas is You» | Mariah Carey – Walter Afanasieff         | 5:18     |  |
| 8.                           | «Wonderful Christmastime»         | Paul McCartney                           | 5:31     |  |
| 9.                           | «Last Christmas»                  | George Michael                           | 4:30     |  |
| 10.                          | «Jingle Bells»                    | James Lord Pierpont                      | 4:33     |  |
| 11.                          | «Rudolph the Red-Nosed Reindeer»  | Johnny Marks                             | 4:19     |  |
| 12.                          | «Angels We Have Heard On High»    | Tradicional                              | 4:41     |  |

## Músicos
- Tarja Turunen – voz, teclados y piano.
- Jim Dooley – teclados, piano y arreglos de orquesta y coro.
- Julián Barret – guitarra.
- Mervi Myllyoja – violín.
- Ida Elina – kantele.
- Naomi Cabuli Turunen – batería y coro.

## Posicionamiento
| Listas (2023)                        | Posición máxima |
| ------------------------------------ | --------------- |
| Austria (Ö3 Austria)                 | 59              |
| Finlandia (Suomen virallinen lista)  | 9               |
| Alemania (Offizielle Top 100)        | 39              |
| Reino Unido (UK Album Downloads)     | 91              |
| Reino Unido (UK Independent Albums)  | 42              |
| Reino Unido (UK Rock & Metal Albums) | 15              |